# Pohoří na Šumavě

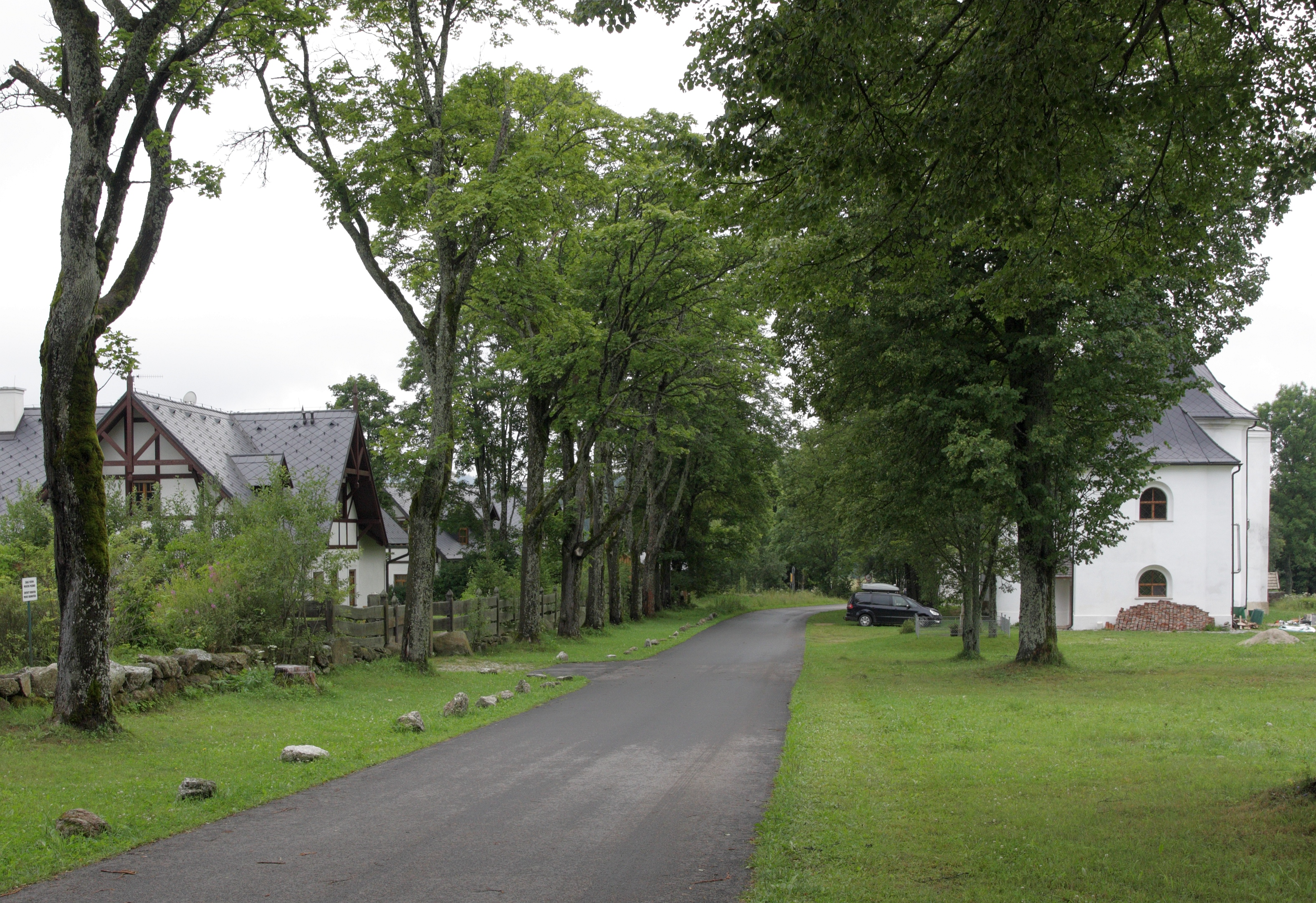
Calle principal: la iglesia a la derecha, casas nuevas a la izquierda.

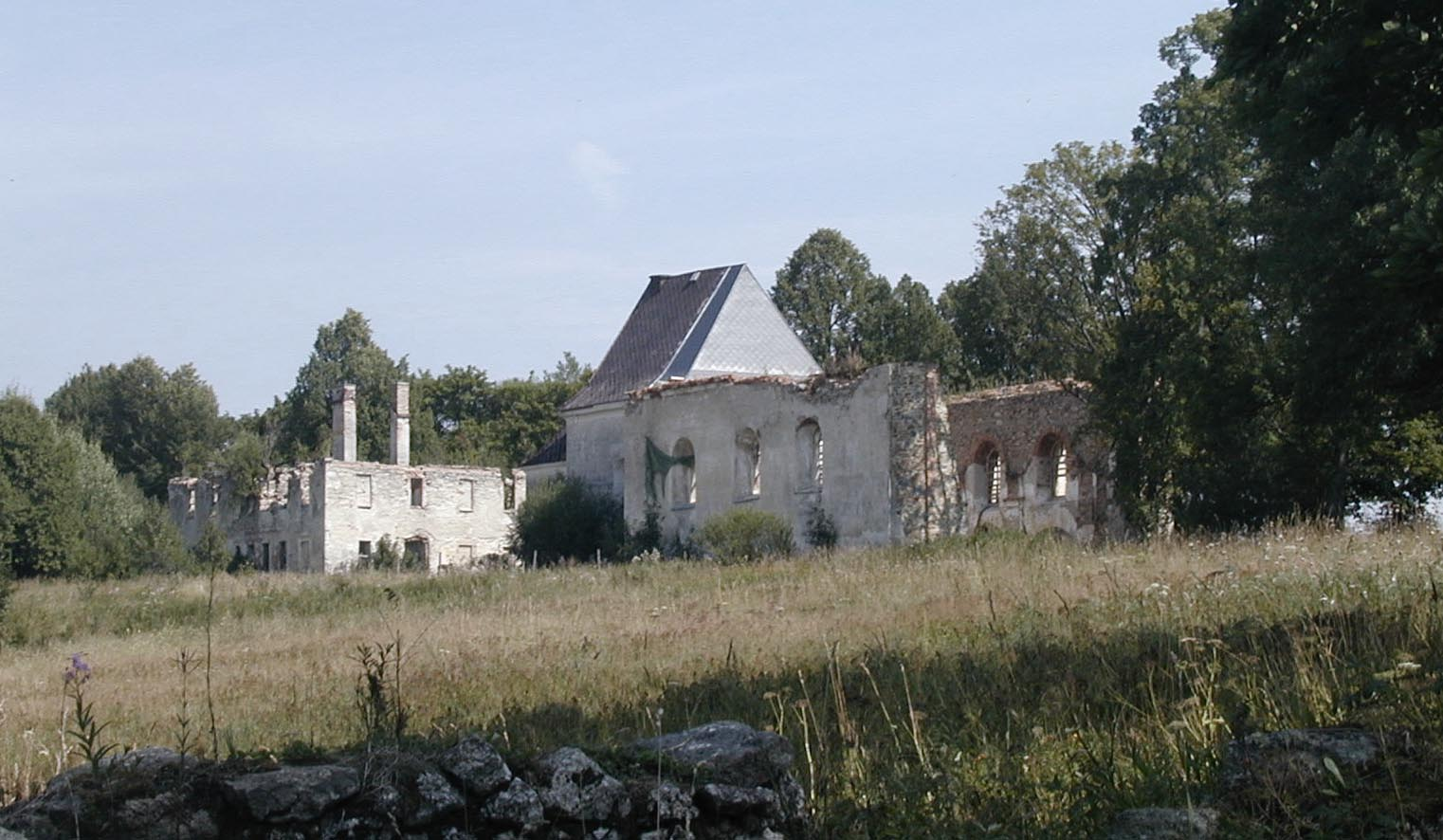
La iglesia en Pohoří na Šumavě fue completada en 1791, su torre se derrumbó definitivamente el 30 de mayo 1999. Detrás de la iglesia (izquierda) hay unos escombros de la antigua escuela, ya removidos.

Pohoří na Šumavě (en alemán Buchers, Bucherwald, Buchers bei Kaplitz, Buchers im Böhmerwald, checo Buchoř, Puchéř (1869-1910) o Půchoří) es una municipalidad antigua checa que se encuentra en la Región de Bohemia Meridional. Desde la década de 1970, el pueblo fue abandonado y en la actualidad se renueva, igual que el catastre del mismo nombre, que pertenece al pueblo de Pohorská Ves. No recibió el nombre de “Pohoří na Šumavě” hasta 1923.
El pueblo está situado en los montes de Nové Hrady, a unos 35 km al suroeste de la ciudad de Český Krumlov, a 43 km al sur de České Budějovice, y a 165 km al sur de Praga.

## Historia
En la Edad Media Pohoří se encontraba en el territorio de la granja de Velešín; entonces había en el lugar solo un bosque llamado en latín Fagosilvanum, en alemán Buchenwald, ambos nombres refiriéndose a las hayas que crecían allá. En 1524 al riachuelo local lo llamaron Pohorzie.
El primer asentamiento junto a Pohoří fue un taller que fabricaba el vidrio, fundado por el conde Filip Emanuel Buquoy. Pohoří mismo surgía gradualmente desde 1758 a lo largo de la carretera a Freistadt. El desarrollo del pueblo fue bastante rápido, así que cuarenta años más tarde ya tenía 68 casas con 116 familias. Entre 1793 y 1796, sus terrenos fueron repartidos de una manera sistemática. 
Con regularidad se celebraban aquí mercados semanales y desde 1802 era el pueblo una municipalidad autónoma parroquial. Según el censo de 1890, había 186 casas con 1323 habitantes (1077 alemanes y 246 checos). 
Los habitantes se ganaban la vida por agricultura y obras manuales domésticas. Una de las actividades más frecuentes era la pintura de imágenes santas debajo del vidrio, que se exportaban a toda Europa. Poco a poco se establecían más profesiones e instituciones, como una cervecería, taller de herrería, correos postales, teléfono o telégrafo. También había un grupo de bomberos voluntarios, una panadería, una pastelería, dos vendedores de ganado, un relojero, ocho posadas, una juguetería, un ruedero, un herrador, dos sastrerías, un bar, un moledor, dos zapateros, una comadrona, cuatro tiendas de abarrotes, dos tabaquerías, dos carpinteros, un albañil, etc.
Después de la Segunda Guerra Mundial fueron los habitantes de nacionalidad alemana expulsados. Los pobladores nuevos provenían en su mayor parte de Rumania y Hungría. Aparte de la labor en el bosque se ocupaban de la cría de ovejas y fabricación de quesos de oveja. Después de 1951, cuando vivían allí unos 70 habitantes, llegó a ser el pueblo una parte de la zona de la Cortina de Hierro. Después de 1955 quedaban sólo 23 casas pobladas por 72 personas. A finales de los años 1990, moraban todavía 35 habitantes y había una línea de autobús de la ciudad de Trhové Sviny. Desde 1978 no ha habido habitantes permanentes y la mayoría de las casas ha sido arrasada por el ejército. 
Junto a la iglesia hay un cementerio parcialmente conservado y preservado. Al lado de la carretera principal hay un monumento a las víctimas de la Primera Guerra Mundial con la inscripción Nie wieder Krieg! (“¡Guerra nunca más!”).
Desde 1961, Pohoří ya no es una municipalidad autónoma. Hasta 1980 era parte de la municipalidad de Pohorská Ves; entre el 1 de enero de 1981 y el 30 de junio de 1990, de la municipalidad de Benešov nad Černou, y a partir del 1 de julio de 1990 volvió a ser parte de la municipalidad de Pohorská Ves.

## Renovación
En el verano de 2006 había en Pohoří una casa nueva y tres otras casas se estaban construyendo. Tres años más tarde había tres casas nuevas y dos casas antiguas. De las construcciones antiguas se quedaban sólo el torso de la iglesia y el cementerio. En 2020 se inició la construcción de otra casa nueva. Hay líneas de autobús que conectan con los pueblos vecinos de Leopoldov, Bělá u Malont y Pohorská Ves. Desde la entrada del país en el espacio de Schengen se ha removido la barrera fronteriza en el paso fronterizo entre Pohoří y Stadlberg (Austria), y es posible usar el paso con coches que pesan menos de 10 toneladas.
También fue reconstruida la parte oriental de la iglesia, tarea financiada mayormente por la sociedad austríaca Bucherser-Heimat-Verein y por donaciones voluntarias. Se asfaltaron las calles dentro del pueblo y se reparó parte de la carretera que conecta Pohoří con Leopoldov. En 2012 se construyó, en el lugar de la antigua parroquia, un edificio de una forma casi idéntica. En el cementerio se van restaurando las inscripciones de las tumbas.

## Galería

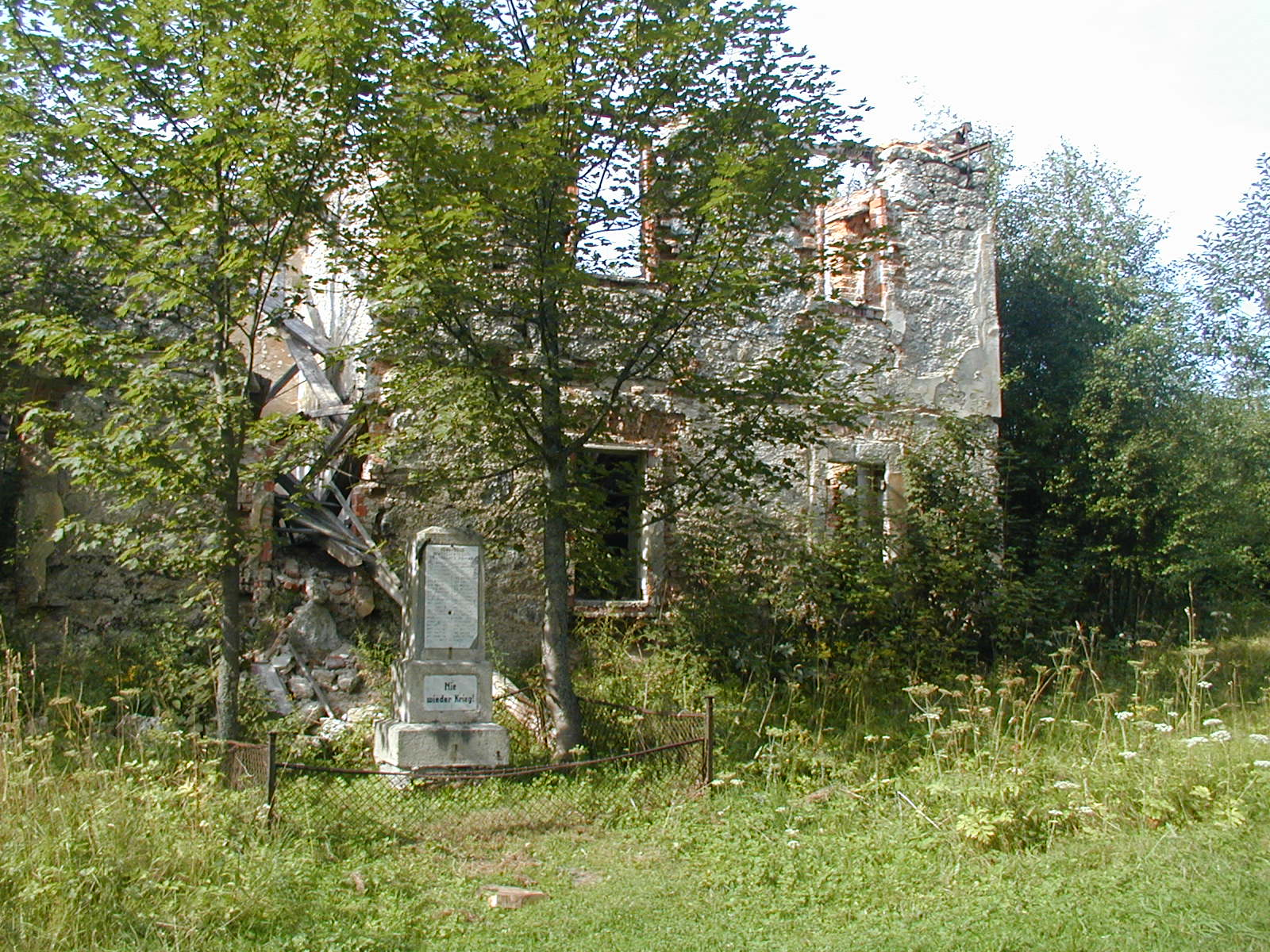
Ruinas de la antigua escuela, 2003
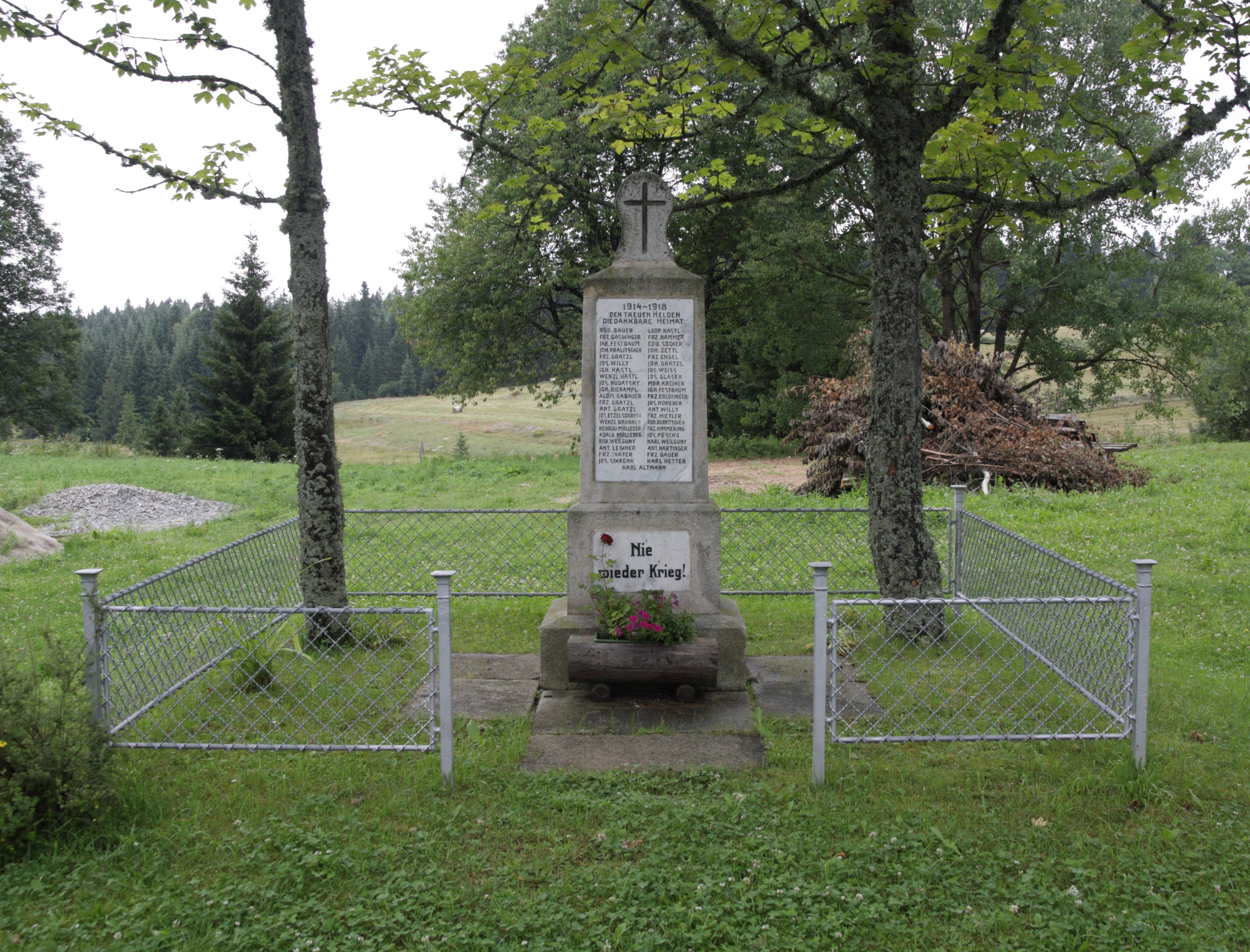
Monumento a los fallecidos delante de la escuela derrumbada, 2014
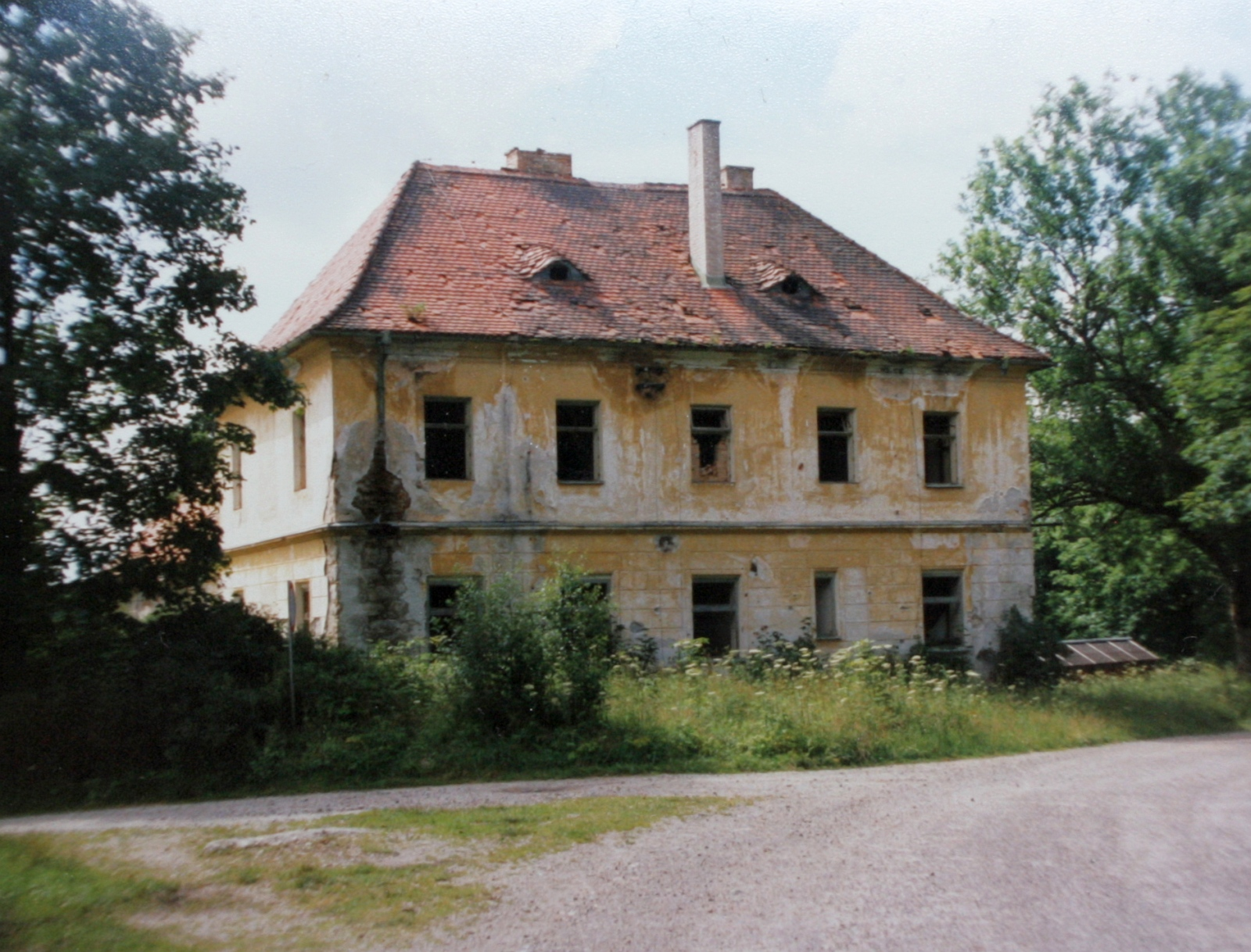
Antigua parroquia (derrumbada en 2008)
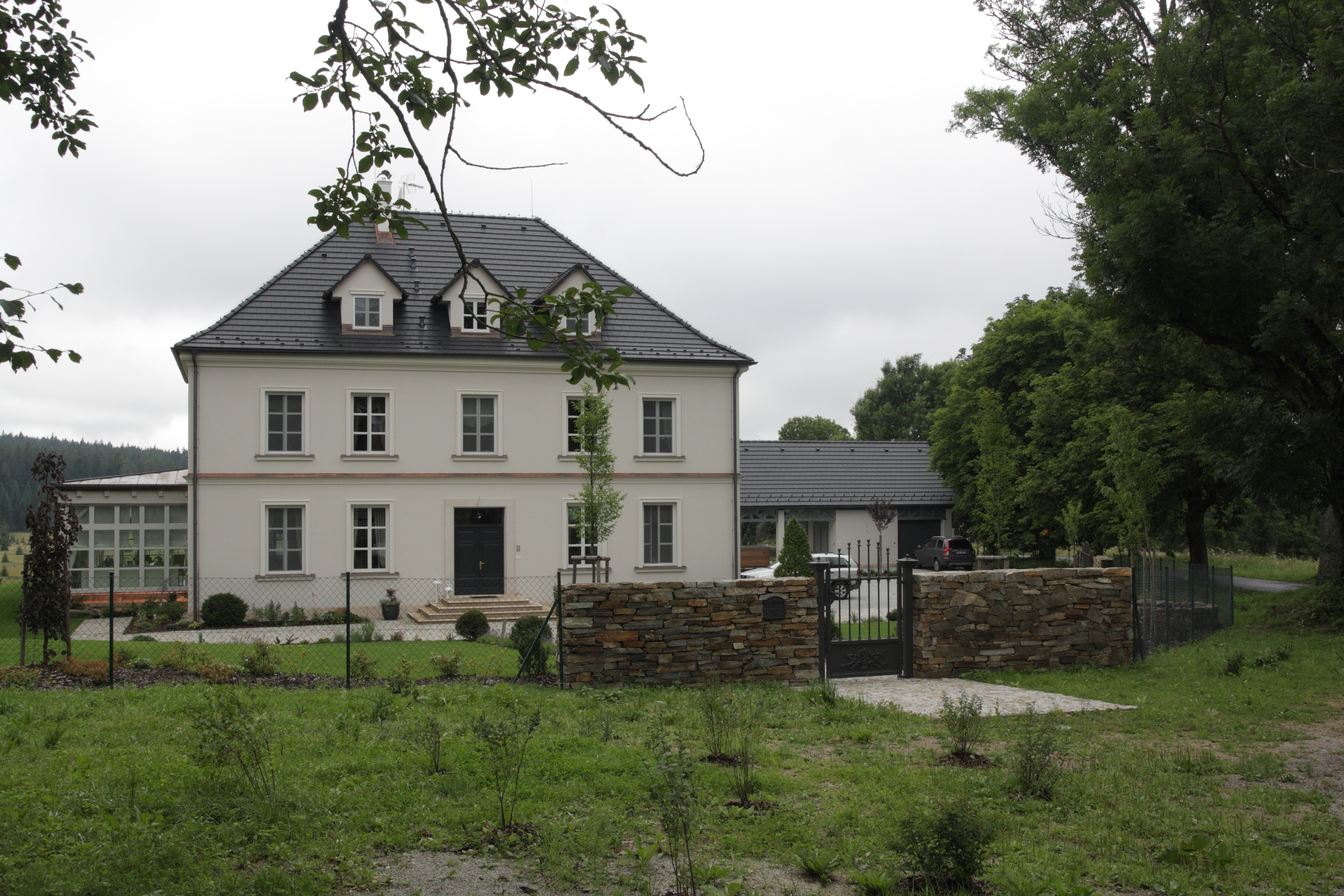
Nuevo edificio en el lugar de la parroquia, 2014
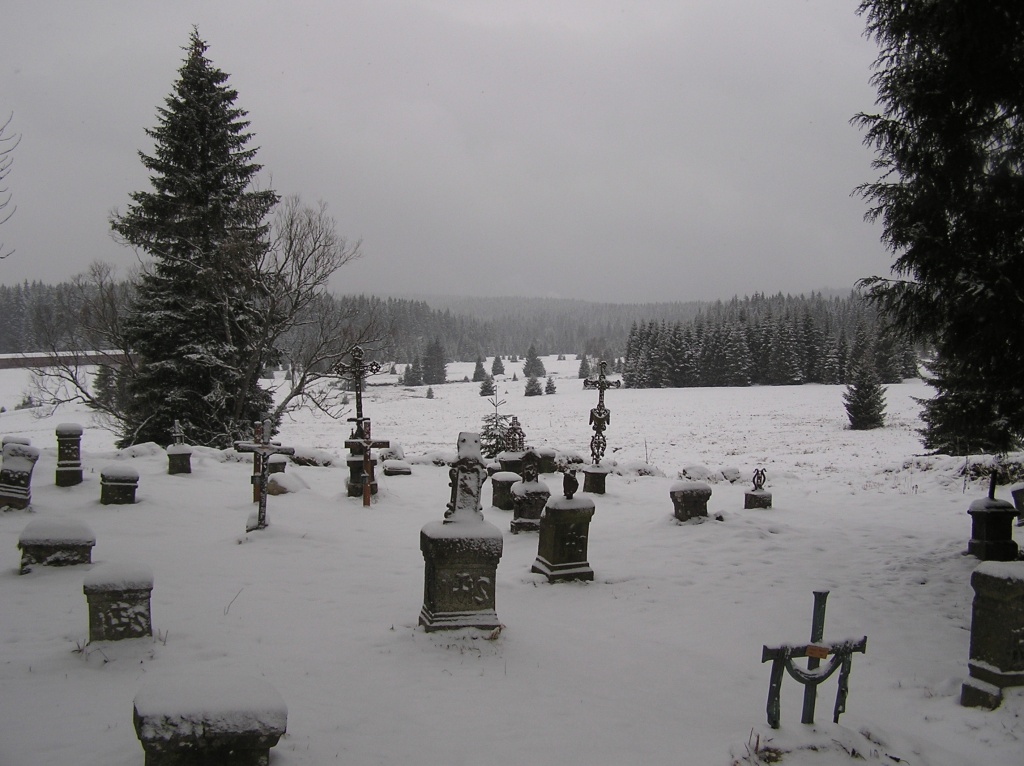
Cementerio invernal

"Iglesia
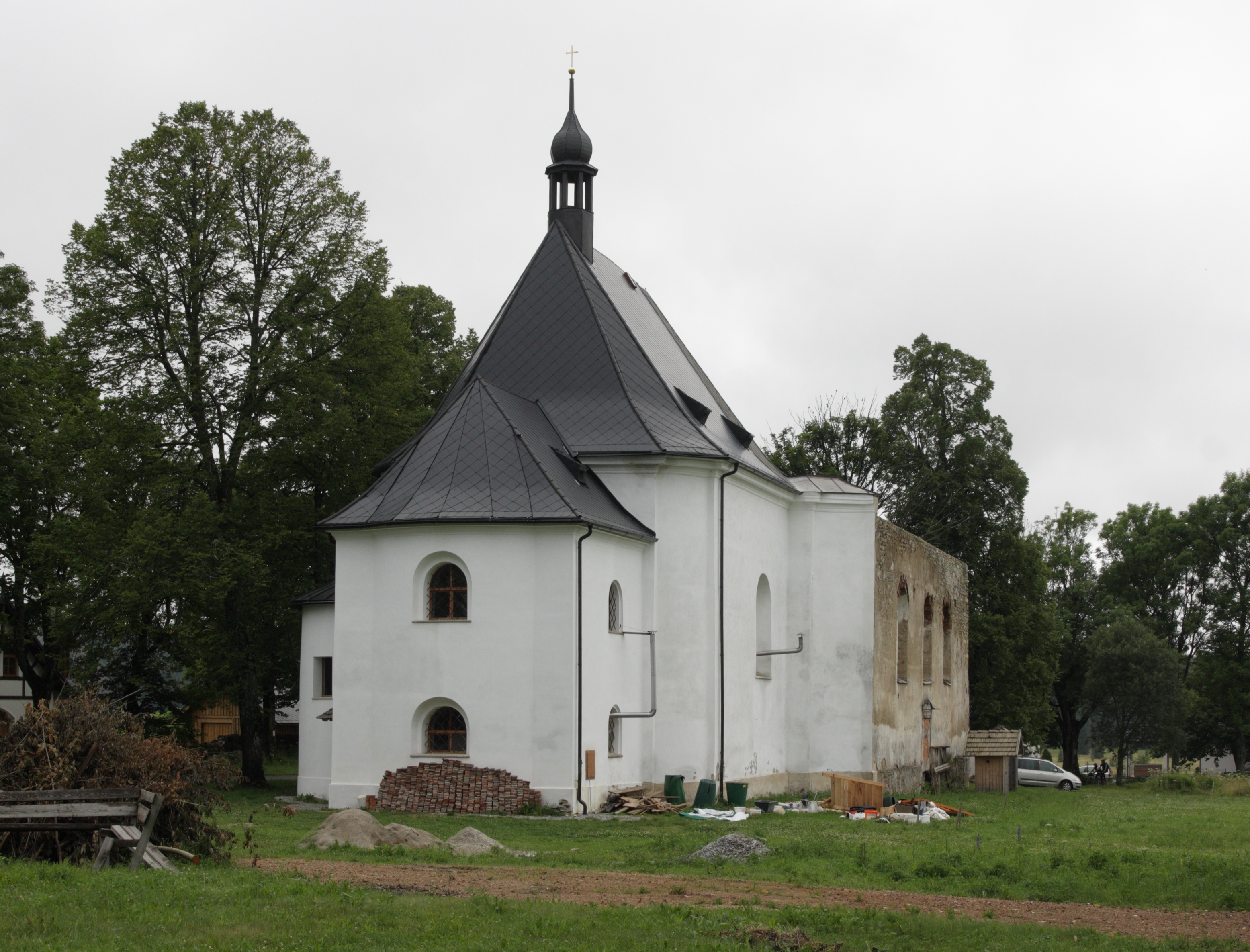
Iglesia de la Virgen del Buen Consejo
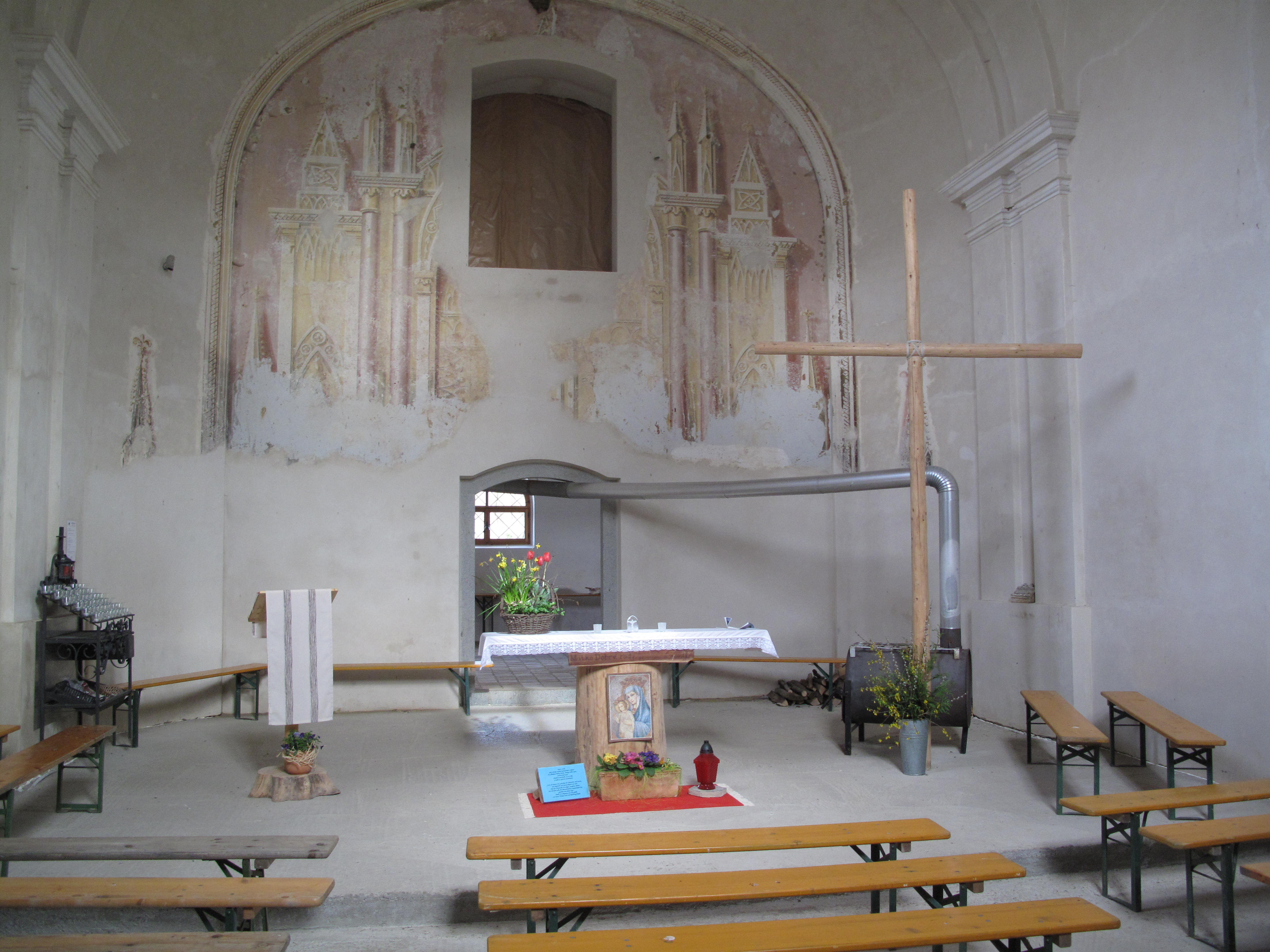
Parte trasera de la iglesia
- Interior de la parte reconstruida
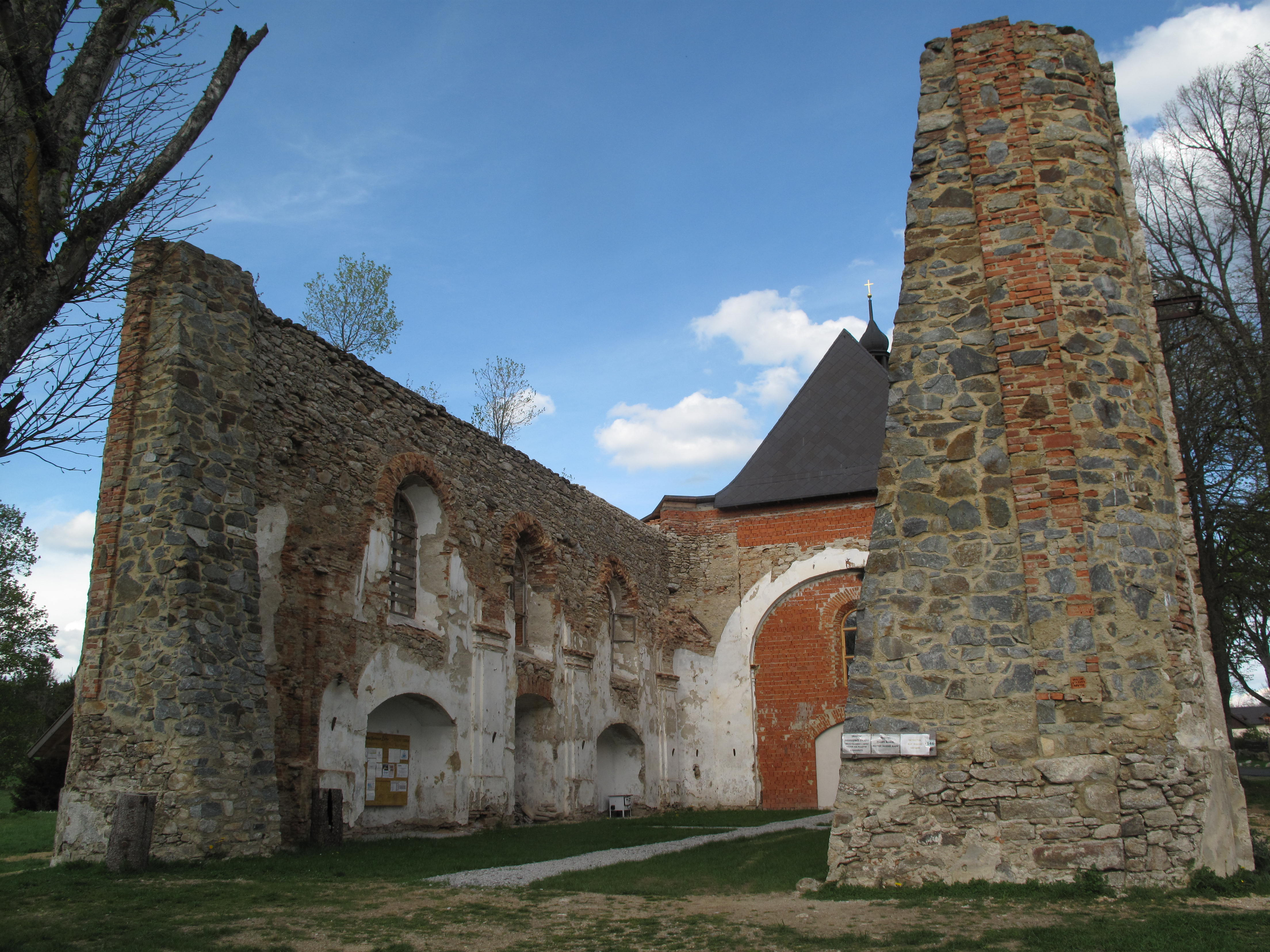
Restos de la nave aplanada
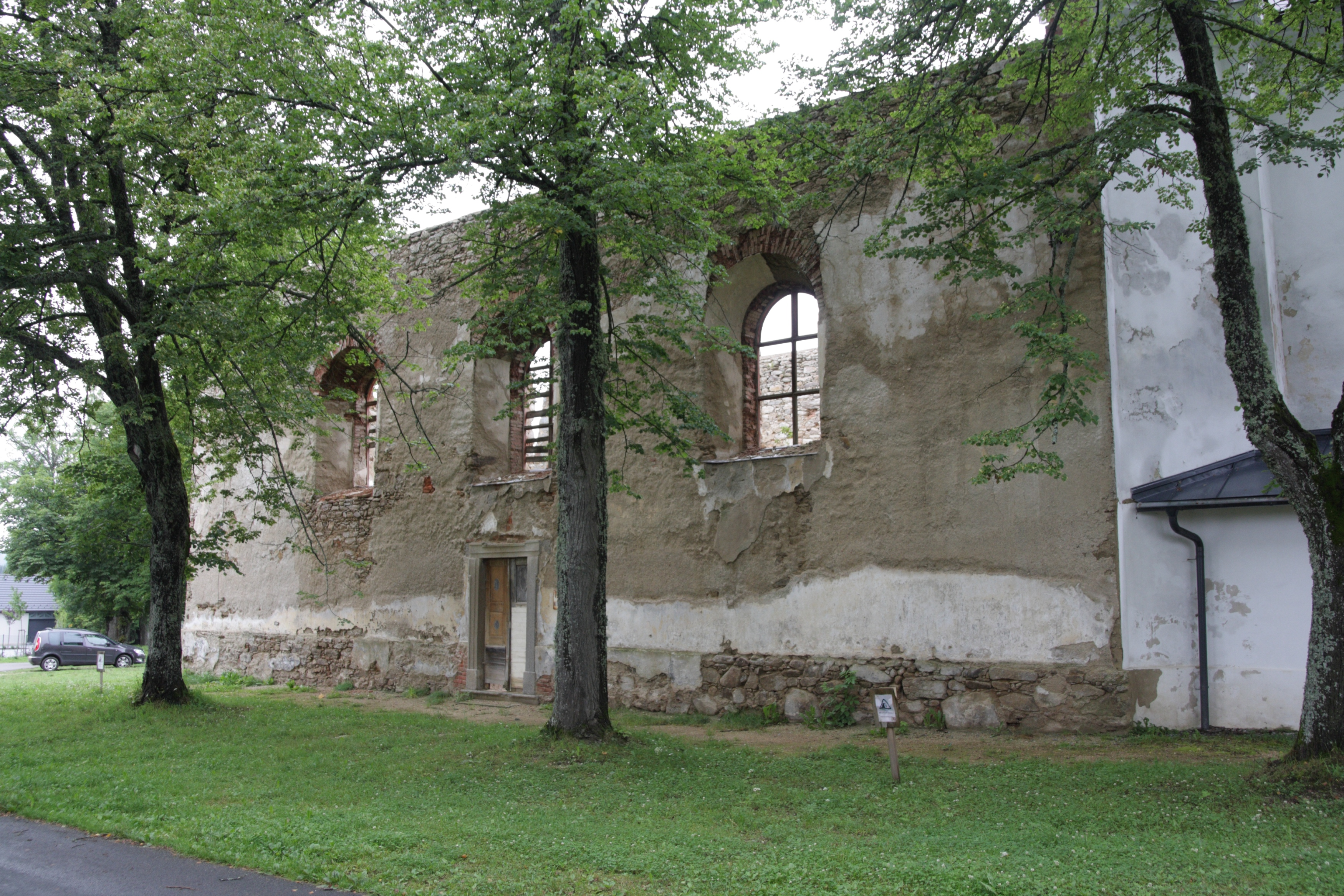
Parte meridional de la nave aplanada

## Protección de la naturaleza
En el término municipal de Pohoří na Šumavě se encuentran unas áreas protegidas:
- Myslivna (Casa del guardabosques)
- Pohořské rašeliniště (Marjal/Tremedal de Pohoří)
- Prameniště Pohořského potoka (Manantial del Riachuelo de Pohoří)
- Stodůlecký vrch (Colina Stodůlecký)
- U tří můstků (Tres Puentecillos)

## Economía
En Pohoří na Šumavě se fabrica mermelada.

## Personas célebres nacidas en Pohoří
- Ernst Egermann, (1910−1942) - poeta austriaco
- Anton Lechner (1907−?) - SS-Rottenführer y vigilante en el campo de concentración de Auschwitz-Birkenau, un criminal de guerra